# Муханов (посёлок)
Муханов — посёлок в Кущапинском сельском поселении Кадомского района Рязанской области.
Самый восточный населённый пункт области. Находится в эксклаве посреди территории Теньгушевского района Мордовии, в 0,7 км от основной части области, в 12 км к востоку от Кадома, в 187 км от Рязани.
Эксклав (посёлок) на западе и северо-западе граничит с посёлком Дачный (Мордовия), на северо-востоке и востоке ограничен лесным массивом, на юге примыкает к реке Умор (приток Вада).
По западной окраине посёлка проходит автодорога Кадом — Краснослободск.
| 1983 | 2010 |
| ---- | ---- |
| 70   | ↘32  |